# Krokvägstekel
Krokvägstekel (Arachnospila spissa) är en stekelart som först beskrevs av Jørgen Matthias Christian Schiødte 1837.  Krokvägstekel ingår i släktet Arachnospila, och familjen vägsteklar. Arten är reproducerande i Sverige.